# Потамантиды
Потамантиды, или подёнки речные (лат. Potamanthidae) — семейство подёнок, включающее около 23 видов в трёх родах.

## Описание
Нимфы семейства приценщики и плавают неуклюже. Живут они в местах с грубым субстратом. Питаются в основном детритом.

## Виды
Anthopotamus
- Anthopotamus distinctus
- Anthopotamus myops
- Anthopotamus neglectus
  - Anthopotamus neglectus disjunctus
  - Anthopotamus neglectus neglectus
- Anthopotamus verticis